# Action d'Einstein-Hilbert
L'action d'Einstein-Hilbert, ainsi désignée en l'honneur d'Albert Einstein et David Hilbert, est un objet mathématique homogène à une action. Elle décrit la dynamique du champ gravitationnel,. Elle est utilisée, en relativité générale, pour dériver le tenseur d'Einstein et l'équation d'Einstein dans le vide,, ce au moyen d'un principe variationnel appelé principe de moindre action.

## Expression
L'intégrale d'action d'Einstein-Hilbert,,, est souvent notée {\displaystyle S_{\mathrm {EH} }},,.
Elle est donnée par, :
où :
- {\displaystyle R} est la courbure scalaire de Ricci, définie comme la trace du tenseur de Ricci {\displaystyle R_{\mu \nu }} : {\displaystyle R=g^{\mu \nu }R_{\mu \nu }={R^{\mu }}_{\mu }}[15] ;
- {\displaystyle \mathrm {d} ^{4}x{\sqrt {-g}}} est l'élément de volume invariant[16] :
  - {\displaystyle g} est le déterminant[16] du tenseur métrique : {\displaystyle g=\det(g_{\mu \nu })} ;
  - {\displaystyle \mathrm {d} ^{4}x} est l'élément de volume en coordonnées[16] : {\displaystyle \mathrm {d} ^{4}x=\mathrm {d} x^{0}\wedge \mathrm {d} x^{1}\wedge \mathrm {d} x^{2}\wedge \mathrm {d} x^{3}}[17] ;
- {\displaystyle c} est la vitesse de la lumière dans le vide ;
- {\displaystyle G} est la constante de Newton pour la gravitation ;
- {\displaystyle \pi } est le nombre pi ;
- {\displaystyle \kappa } est la constante d'Einstein pour la gravitation : {\displaystyle \kappa =8\pi Gc^{-4}}[18].

Avec {\displaystyle c=\hbar =1}, l'action d'Einstein-Hilbert s'écrit :
{\displaystyle S_{\mathrm {EH} }={\frac {1}{2}}m_{\mathrm {P} }^{2}\int \mathrm {d} ^{4}x{\sqrt {-g}}\;R},
où :
{\displaystyle m_{\mathrm {P} }} est la masse de Planck réduite, définie par {\displaystyle m_{\mathrm {P} }^{2}={\frac {\hbar c}{8\pi G}}}.

### Dimension
L'action d'Einstein-Hilbert est, par définition, homogène à une action : {\displaystyle \dim(S)={\mathsf {ML}}^{2}{\mathsf {T}}^{-1}},.
L'équation aux dimensions est obtenue en considérant que le tenseur métrique {\displaystyle g_{\mu \nu }} est une grandeur sans dimension : {\displaystyle \dim(g_{\mu \nu })=1},. Il en résulte que la dimension du tenseur de Ricci {\displaystyle R_{\mu \nu }} est celle de l'inverse du carré d'une longueur : {\displaystyle \dim(R_{\mu \nu })={\mathsf {L}}^{-2}}. Il en résulte que la courbure de Ricci {\displaystyle R} a la même dimension {\displaystyle \dim(R)={\mathsf {L}}^{-2}}. D'autre part, la dimension de {\displaystyle \mathrm {d} ^{4}x} est celle d'un volume à quatre dimensions : {\displaystyle \dim(\mathrm {d} ^{4}x)={\mathsf {L}}^{4}}. 
RemarqueCertains manuels définissent l'action d'Einstein-Hilbert avec un facteur {\displaystyle c^{4}} au lieu d'un facteur {\displaystyle c^{3}}. Avec ce choix, la quantité obtenue n'a pas la dimension d'une action.

## Dérivation des équations d'Einstein
Supposons que notre théorie ne contienne que l'action d'Einstein-Hilbert ainsi qu'un terme {\displaystyle {\mathcal {L}}_{\mathrm {M} }} décrivant n'importe quel champ de matière. L'action totale est donc :
{\displaystyle S=\int \left[{\frac {1}{2\kappa }}R+{\mathcal {L}}_{\mathrm {M} }\right]{\sqrt {-g}}\,\mathrm {d} ^{4}x}.
La variation de l'action par rapport à l'inverse de la métrique doit être nulle pour les solutions, donnant l'équation :
{\displaystyle {\begin{aligned}0&=\delta S\\&=\int \left[{\frac {1}{2\kappa }}{\frac {\delta ({\sqrt {-g}}R)}{\delta g^{\mu \nu }}}+{\frac {\delta ({\sqrt {-g}}{\mathcal {L}}_{\mathrm {M} })}{\delta g^{\mu \nu }}}\right]\delta g^{\mu \nu }\,\mathrm {d} ^{4}x\\&=\int \left[{\frac {1}{2\kappa }}\left({\frac {\delta R}{\delta g^{\mu \nu }}}+{\frac {R}{\sqrt {-g}}}{\frac {\delta {\sqrt {-g}}}{\delta g^{\mu \nu }}}\right)+{\frac {1}{\sqrt {-g}}}{\frac {\delta ({\sqrt {-g}}{\mathcal {L}}_{\mathrm {M} })}{\delta g^{\mu \nu }}}\right]\delta g^{\mu \nu }{\sqrt {-g}}\,\mathrm {d} ^{4}x\end{aligned}}}.
Puisque cette équation tient pour toute variation {\displaystyle \delta g^{\mu \nu }}, cela implique que
{\displaystyle {\frac {\delta R}{\delta g^{\mu \nu }}}+{\frac {R}{\sqrt {-g}}}{\frac {\delta {\sqrt {-g}}}{\delta g^{\mu \nu }}}=-2\kappa {\frac {1}{\sqrt {-g}}}{\frac {\delta ({\sqrt {-g}}{\mathcal {L}}_{\mathrm {M} })}{\delta g^{\mu \nu }}}}
est l'équation du mouvement pour la métrique. Le membre de droite de l'équation est (par définition) proportionnel au tenseur énergie-impulsion,
{\displaystyle T_{\mu \nu }:={\frac {-2}{\sqrt {-g}}}{\frac {\delta ({\sqrt {-g}}{\mathcal {L}}_{\mathrm {M} })}{\delta g^{\mu \nu }}}=-2{\frac {\delta {\mathcal {L}}_{\mathrm {M} }}{\delta g^{\mu \nu }}}+g_{\mu \nu }{\mathcal {L}}_{\mathrm {M} }}.

pour calculer le membre de gauche de l'équation, nous avons besoin des variations du scalaire de Ricci {\displaystyle R} et du déterminant de la métrique. Elles peuvent être calculées de façon élémentaire comme donné ci-dessous, méthode qui est principalement inspirée de Carroll 2004.

### Variation du tenseur de Riemann, du tenseur de Ricci et du scalaire de Ricci
Pour calculer la variation de la courbure de Ricci, on commence par calculer la variation du tenseur de Riemann, puis du tenseur de Ricci. Rappelons que le tenseur de Riemann est localement défini par
{\displaystyle {R^{\rho }}_{\sigma \mu \nu }=\partial _{\mu }\Gamma _{\nu \sigma }^{\rho }-\partial _{\nu }\Gamma _{\mu \sigma }^{\rho }+\Gamma _{\mu \lambda }^{\rho }\Gamma _{\nu \sigma }^{\lambda }-\Gamma _{\nu \lambda }^{\rho }\Gamma _{\mu \sigma }^{\lambda }}.
Puisque le tenseur de Riemann ne dépend que des symboles de Christoffel {\displaystyle \Gamma _{\mu \nu }^{\lambda }}, sa variation peut être calculée comme
{\displaystyle \delta {R^{\rho }}_{\sigma \mu \nu }=\partial _{\mu }\delta \Gamma _{\nu \sigma }^{\rho }-\partial _{\nu }\delta \Gamma _{\mu \sigma }^{\rho }+\delta \Gamma _{\mu \lambda }^{\rho }\Gamma _{\nu \sigma }^{\lambda }+\Gamma _{\mu \lambda }^{\rho }\delta \Gamma _{\nu \sigma }^{\lambda }-\delta \Gamma _{\nu \lambda }^{\rho }\Gamma _{\mu \sigma }^{\lambda }-\Gamma _{\nu \lambda }^{\rho }\delta \Gamma _{\mu \sigma }^{\lambda }}.
Maintenant, puisque {\displaystyle \delta \Gamma _{\nu \sigma }^{\rho }} est la différence de deux connexions, il s'agit d'un tenseur, dont on peut calculer la dérivée covariante, 
{\displaystyle \nabla _{\mu }\left(\delta \Gamma _{\nu \sigma }^{\rho }\right)=\partial _{\mu }(\delta \Gamma _{\nu \sigma }^{\rho })+\Gamma _{\mu \lambda }^{\rho }\delta \Gamma _{\nu \sigma }^{\lambda }-\Gamma _{\mu \nu }^{\lambda }\delta \Gamma _{\lambda \sigma }^{\rho }-\Gamma _{\mu \sigma }^{\lambda }\delta \Gamma _{\nu \lambda }^{\rho }}.
Nous pouvons alors observer que la variation du tenseur de Riemann ci-dessus est exactement égale à la différence de deux tels termes, 
{\displaystyle \delta {R^{\rho }}_{\sigma \mu \nu }=\nabla _{\mu }\left(\delta \Gamma _{\nu \sigma }^{\rho }\right)-\nabla _{\nu }\left(\delta \Gamma _{\mu \sigma }^{\rho }\right)}.
On peut désormais obtenir la variation du tenseur de Ricci simplement en contractant deux indices dans l'expression de la variation du tenseur de Riemann, et nous obtenons alors l'identité de Palatini:
{\displaystyle \delta R_{\sigma \nu }\equiv \delta {R^{\rho }}_{\sigma \rho \nu }=\nabla _{\rho }\left(\delta \Gamma _{\nu \sigma }^{\rho }\right)-\nabla _{\nu }\left(\delta \Gamma _{\rho \sigma }^{\rho }\right)}.
La courbure de Ricci est alors définie comme
{\displaystyle R=g^{\sigma \nu }R_{\sigma \nu }}.
Par conséquent, sa variation par rapport à l'inverse de la métrique {\displaystyle g^{\sigma \nu }} est donnée par
{\displaystyle {\begin{aligned}\delta R&=R_{\sigma \nu }\delta g^{\sigma \nu }+g^{\sigma \nu }\delta R_{\sigma \nu }\\&=R_{\sigma \nu }\delta g^{\sigma \nu }+\nabla _{\rho }\left(g^{\sigma \nu }\delta \Gamma _{\nu \sigma }^{\rho }-g^{\sigma \rho }\delta \Gamma _{\mu \sigma }^{\mu }\right)\end{aligned}}}
Dans la seconde ligne, nous avons utilisé la compatibilité de la métrique avec la connexion {\displaystyle \nabla _{\sigma }g^{\mu \nu }=0}, et le résultat obtenu précédemment sur la variation du tenseur de Ricci.
Le dernier terme, 
{\displaystyle \nabla _{\rho }\left(g^{\sigma \nu }\delta \Gamma _{\nu \sigma }^{\rho }-g^{\sigma \rho }\delta \Gamma _{\mu \sigma }^{\mu }\right)}, i.e. {\displaystyle \nabla _{\rho }A^{\rho }\equiv A^{\lambda }{}_{;\lambda }} with {\displaystyle A^{\rho }=g^{\sigma \nu }\delta \Gamma _{\nu \sigma }^{\rho }-g^{\sigma \rho }\delta \Gamma _{\mu \sigma }^{\mu }},
multiplié par {\displaystyle {\sqrt {-g}}}, devient une [dérivée totale], puisque pour tout vecteur {\displaystyle A^{\lambda }} et toute densité de tenseur {\displaystyle {\sqrt {-g}}\,A^{\lambda }} nous avons:
{\displaystyle {\sqrt {-g}}\,A_{;\lambda }^{\lambda }=({\sqrt {-g}}\,A^{\lambda })_{;\lambda }=({\sqrt {-g}}\,A^{\lambda })_{,\lambda }} or {\displaystyle {\sqrt {-g}}\,\nabla _{\mu }A^{\mu }=\nabla _{\mu }\left({\sqrt {-g}}\,A^{\mu }\right)=\partial _{\mu }\left({\sqrt {-g}}\,A^{\mu }\right)}
et ainsi par le théorème de Stokes il ne reste d'un terme de bord après intégration. Le terme ne bord n'est en général pas nul, puisque l'intégrande ne dépend pas seulement de {\displaystyle \delta g^{\mu \nu },} mais aussi de ses dérivées partielles {\displaystyle \partial _{\lambda }\,\delta g^{\mu \nu }\equiv \delta \,\partial _{\lambda }g^{\mu \nu }}; voir l'article termes de bord de Gibbons–Hawking–York pour plus de détails. Néanmoins, lorsque la variation de la métrique {\displaystyle \delta g^{\mu \nu }} varie dans le voisinage du bord ou lorsqu'il n'y a pas de bords, ce terme ne contribue pas à la variation de l'action. Ainsi, nous obtenons :
{\displaystyle {\frac {\delta R}{\delta g^{\mu \nu }}}=R_{\mu \nu }},
en dehors des bords.

### Variation du déterminant
On rappelle la différentielle du déterminant
{\displaystyle \delta g=\delta \det(g_{\mu \nu })=gg^{\mu \nu }\delta g_{\mu \nu }},
que l'on peut calculer par exemple via la formule explicite du déterminant et d'un développement limité 
. Grâce à ce résultat, nous obtenons
{\displaystyle \delta {\sqrt {-g}}=-{\frac {1}{2{\sqrt {-g}}}}\delta g={\frac {1}{2}}{\sqrt {-g}}\left(g^{\mu \nu }\delta g_{\mu \nu }\right)=-{\frac {1}{2}}{\sqrt {-g}}\left(g_{\mu \nu }\delta g^{\mu \nu }\right)}
Dans la dernière égalité, nous avons utilisé le fait que
{\displaystyle g_{\mu \nu }\delta g^{\mu \nu }=-g^{\mu \nu }\delta g_{\mu \nu }}
qui suit de la différentielle de l'inverse d'une matrice
{\displaystyle \delta g^{\mu \nu }=-g^{\mu \alpha }\left(\delta g_{\alpha \beta }\right)g^{\beta \nu }}.
Ainsi, nous concluons que
{\displaystyle {\frac {1}{\sqrt {-g}}}{\frac {\delta {\sqrt {-g}}}{\delta g^{\mu \nu }}}=-{\frac {1}{2}}g_{\mu \nu }}.

### Équation du mouvement
Maintenant, nous avons toutes les variations nécessaire pour obtenir l'équation du mouvement. On insère les équations calculées dans l'équation du mouvement pour la métrique pour obtenir 
{\displaystyle R_{\mu \nu }-{\frac {1}{2}}g_{\mu \nu }R={\frac {8\pi G}{c^{4}}}T_{\mu \nu }},
qui est l'équation d'Einstein, et
{\displaystyle \kappa ={\frac {8\pi G}{c^{4}}}}
a été choisi de sorte à obtenir la limite non-relativiste souhaitée: la loi universelle de la gravitation de Newton, où {\displaystyle G} est la constante gravitationnelle.